# 野村華苗
野村 華苗（のむら かなえ、本名：稲垣華苗【旧姓：野村】 1971年（昭和46年）5月31日 - ）は、元テレビ朝日アナウンサー。

## 来歴・人物
神奈川県横浜市出身。
法政大学女子高等学校、法政大学法学部政治学科（自主マスコミ講座）卒業。
1994年、テレビ朝日に入社。主に大相撲などの情報番組を中心に活躍した。旅行情報誌に紀行文を書いたこともある。
自らカメラを持ち、写真を趣味とする。
高校時代から交友があったフリーカメラマンと1999年に結婚、同年女児出産。産休・育休に入った。2000年末に復職し2003年2月1日付けで人事局人事部に異動。人事部に異動後、3月に退社した。その後男児を出産し、2児の母。現在は大学院に通っている。
2期下の後輩アナウンサーだった吉元潤子とは仕事のジャンルが重なることが多く大変仲が良かった。身長159cm、血液型O型。
自由民主党の大塚拓元衆議院議員と結婚した先輩アナウンサーで元参議院議員の丸川珠代は野村の1期先輩であり、その丸川夫妻の結婚式の司会を野村が務めた。

## 出演番組
代表で務めた報道・情報番組
| 期間       | 期間      | 番組名               | 役職                       |
| ---------- | --------- | -------------------- | -------------------------- |
| 1994年10月 | 1995年3月 | やじうま6            | お天気キャスター           |
| 1995年4月  | 1996年3月 | はなきんデータH      | レギュラー出演             |
| 1995年10月 | 1996年9月 | やじうま6            | 水～金曜日メインキャスター |
| 1996年4月  | 2001年3月 | 特捜TV!!ガブリンチョ | 進行アナウンサー側での司会 |
| 1996年10月 | 1998年3月 | 早起き一番!天気&NEWS | メインキャスター           |

その他
- パワーワイド
- ワイド!スクランブル
- スーパーJチャンネル
- スーパーモーニング（伊藤聡子のリリーフ）
- Web（1996年4月-9月） - 司会
- アメジャリチハラ（1996年10月-1997年3月）- ナレーター
- 所さんのこれアリなんじゃないの!? （1997年3月 - 1998年9月） - 司会
- OH!相撲
- 新・題名のない音楽会（1997年10月 - 1999年3月）

## 同期入社アナウンサー
- 中山貴雄
- 小久保知之進